# サウル・アルバレス 対 ジャーメル・チャーロ戦
サウル・アルバレス 対 ジャーメル・チャーロ戦（サウル・アルバレス たい ジャーメル・チャーロせん、別名Undisputed vs. Undisputed(統一王者 対 統一王者)）は、2023年9月30日にアメリカ合衆国ネバダ州ラスベガスのT-モバイル・アリーナで開催されたプロボクシングの試合。WBA・WBC・IBF・WBO世界スーパーミドル級統一王者のアルバレスと、WBA・WBC・IBF・WBO世界スーパーウェルター級統一王者のチャーロが2階級上げて行われたタイトルマッチ。試合はアルバレスが持つスーパーミドル級王座全てを掛けての対戦となった。この試合はShowtimeがPPVで、Showtimeの現地映像を利用する形でイギリスとアイルランドがDAZNで放送された。

## 試合までの経緯

### アルバレスの王座獲得及び防衛まで
2018年12月15日、ニューヨークのマディソン・スクエア・ガーデンで、当時ミドル級王者だったアルバレスが階級を上げてWBA世界スーパーミドル級正規王者ロッキー・フィールディングと対戦し、3回2分38秒TKO勝ちを収め、王座を獲得し3階級制覇に成功した。
2020年12月19日、テキサス州サンアントニオのアラモドームで、アルバレスがWBA世界スーパーミドル級スーパー王者カラム・スミスとWBA王座団体内統一戦並びにWBC世界スーパーミドル級王座決定戦で対戦し、12回3-0(117-111、119-109×2)の判定勝ちを収め、WBAは王座統一による初防衛、空位だったWBC王座の獲得、スミスが保持していたリングマガジン認定王座の獲得にも成功した。
2021年2月27日、フロリダ州マイアミのハードロック・スタジアムで、アルバレスがWBC世界スーパーミドル級1位で指名挑戦者アブニ・イルディリムと対戦し、3回終了TKO勝ちを収めWBA王座は2度目、WBC王座の初防衛に成功した。試合後に5月8日にWBO世界スーパーミドル級王者ビリー・ジョー・ソーンダースとの3団体王座統一戦が発表された。
2021年5月8日、テキサス州のAT&Tスタジアムで、アルバレスがWBO世界スーパーミドル級王者ビリー・ジョー・ソーンダースと3団体王座統一戦を行い、8回終了TKO勝ちを収めWBA王座は3度目、WBC王座の2度目の防衛と、WBO王座の獲得に成功し3団体王座統一を果たした。
2021年11月6日、ラスベガスのMGMグランド・ガーデン・アリーナで、アルバレスがIBF世界スーパーミドル級王者カレブ・プラントと4団体王座統一戦を行い、11回1分5秒TKO勝ちを収め、WBA王座は4度目、WBC王座は3度目、WBO王座の初防衛及びIBF王座を獲得し、史上7人目となる主要4団体統一に成功しスーパーミドル級では初の4団体統一王者になった。
2022年9月17日、ラスベガスのT-モバイル・アリーナでアルバレスがWBA・IBF・IBO世界ミドル級統一王者ゲンナジー・ゴロフキンとスーパーミドル級タイトルマッチとして通算で3回目の対戦を行い、12回3-0（116-112、115-113×2）の判定勝ちを納めWBA王座は5度目、WBC王座は4度目、WBO王座は2度目、IBF王座の初防衛に成功した。試合後の会見で、アルバレスは左手首の靭帯損傷を明らかにし長期離脱の可能性があることを表明した。
2023年5月6日、ハリスコ州グアダラハラのエスタディオ・アクロンでアルバレスがWBO世界スーパーミドル級暫定王者ジョン・ライダーと団体内王座統一戦で対戦し、12回3-0（120-107、118-109×2）の判定勝ちを納めWBA王座は6度目、WBC王座は5度目、IBF王座は2度目、WBO王座は王座統一及び3度目の防衛に成功した。

### 対戦決定後の概要から試合まで
2023年7月1日、アルバレスとプレミア・ボクシング・チャンピオンズが、9月30日にT-モバイル・アリーナでジャーメル・チャーロと対戦することを発表した。チャーロが2階級上げ、スーパーミドル級の4団体王座に挑戦するカードとなった。
2023年8月2日、WBOはスーパーウェルター級王者であるチャーロがアルバレスと対戦することを認め、試合開始時にチャーロのスーパーウェルター級王座を剥奪し、暫定王者であるティム・チューを正規王者へ昇格することを発表した。
2023年8月15日、プロモーション活動がスタートしニューヨークで記者会見が行われた。アルバレスは「ジャーメルは私と同じように大きな挑戦をする偉大なファイターだ」と2階級上げるチャーロをリスペクトし、「この2試合があまりよく見えなかったのは分かっている。理由は分かっている。今の私は違う」と4試合ぶりのKO勝利に意欲を見せた。対するチャーロは「私は兄弟のジャモールとボクシングのトレーニングを続けてきた。今が私たちの時間だ。多くの人が間違ったことを心配しているが、大仕事を成し遂げようと思えばリスクを取らなくてはならない」とコメントした。壇上に上がった私服姿の両者は50センチ程距離をとってフェイスオフ。静かに火花を散らすと、お互いに頷き、固い握手を交わした。
2023年8月16日、カリフォルニア州ビバリーヒルズでプレゼンテーションが開催された。アルバレスは「今回は違った姿をお見せする」とアピールし、「2人をリスペクトしないということではないが、ジャーメルの方がジャモールよりも攻略が難しく、ベターな選手だと思う」と双子のチャーロ兄弟を比較し、対戦するスーパーウェルター級4団体統一王者を持ち上げ、「彼らは私が一見、イージーな相手に見えるかもしれないが、リング外の私はリング内とまったく違う男だ」と本番に強いことを強調した。対するチャーロは「私のスピードとパワーはサプライズを起こす。私は彼が思っているよりストロングだ」と自信を見せ、最後に「2階級で比類なきチャンピオンに就いてみせる」と宣言した。
2023年8月22日、アンダーカードとしてヨルデニス・ウガスとマリオ・バリオスで争われるWBC世界ウェルター級暫定王座決定戦が行われることが発表された。
2023年8月31日、アルバレスが拠点としてたカリフォルニア州サンディエゴからカリフォルニア州北東タホ湖へキャンプ地の変更を決断し、トレーニングキャンプを行っていることが明かされた。
2023年9月19日、ネバダ州アスレチック・コミッションから担当レフェリー及びジャッジが発表され、レフェリーはバービィー・ドック、ジャッジはマックス・デルーカ、デビット・サザーランドが担当する事になり、レフェリーはエロール・スペンス・ジュニア 対 テレンス・クロフォード戦を担当しておりアルバレスの試合を担当は初、ジャッジ3人は何度もアルバレスの試合を担当したメンバーで構成された。
2023年9月28日、T-モバイル・アリーナで最終記者会見が行われた。アルバレスは「私はキャリアに歴史がほしい。たくさんのことを達成したい。この試合もその1つで待ち切れない」と気持ちを高揚させ、「気分は最高だ。この戦いに向けて準備ができている。素晴らしい調整ができたので、新たなスキルを披露する準備はできている。彼は私のようなファイターと一緒にいることに慣れていない」とチャーロに対して“上から目線”で豪語した。一方のチャーロは「彼が何と言おうと、私はこの試合に勝つために来た。土曜日に会おう。歴史をつくることはすべてを意味する。それがすべてだ」と気合十分。試合前の勝敗オッズは劣勢となっているものの「私の経験を、力を、スキルを無視しないでくれ」と静かに燃えた。
2023年9月29日、前日計量が行われ、両者とも167,5ポンドを計測し一発で計量をパスした。アルバレスは「リングに上がるたびに、今が何の時なのかが分かる。彼（チャーロ）はここ（米国）で人気があるのだから、自分はそれが好きだし、楽しんでいる。素晴らしい戦いになる」と王者らしく余裕のオーラを漂わせ、「体格、サイズは関係ない。私にはすべての準備ができている」と自信をみなぎらせた。一方、左手骨折から約1年4カ月ぶりの復帰戦となるチャーロは「ケガのことは話さない。それは自分自身に言い訳になるから。プレッシャーをかけるために来た。ボクシングをしにし来たんだ、逆境を乗り越えて戦う」と気合を入れていた。
2023年9月30日、T-モバイル・アリーナで行われたWBA・WBC・IBF・WBO世界スーパーミドル級タイトルマッチに於いて、アルバレスが12回3-0（119-108、118-109×2）の判定勝ちを収めWBA王座は7度目、WBC王座は6度目、IBF王座は3度目、WBO王座は4度目の防衛に成功した。

## 対戦カード
^Note 1 WBA・WBC・IBF・WBO・リングマガジン世界スーパーミドル級タイトルマッチ
^Note 2 WBC世界スーパーウェルター級ダイヤモンド王座決定戦・WBA世界スーパーウェルター級挑戦者決定戦
^Note 3 WBC世界ウェルター級暫定王座決定戦
^Note 4 WBA世界ミドル級挑戦者決定戦
^Note 5 WBCアメリカ大陸ヘビー級タイトルマッチ

## 採点表
| 王座：WBAスーパー・WBC・IBF・WBO・リングマガジン世界スーパーミドル級タイトルマッチ | 王座：WBAスーパー・WBC・IBF・WBO・リングマガジン世界スーパーミドル級タイトルマッチ | 王座：WBAスーパー・WBC・IBF・WBO・リングマガジン世界スーパーミドル級タイトルマッチ | 王座：WBAスーパー・WBC・IBF・WBO・リングマガジン世界スーパーミドル級タイトルマッチ | 王座：WBAスーパー・WBC・IBF・WBO・リングマガジン世界スーパーミドル級タイトルマッチ |                                                | 主審：バービィー・ドック(4団体)                | 主審：バービィー・ドック(4団体)                | 主審：バービィー・ドック(4団体)                | 主審：バービィー・ドック(4団体)                | 主審：バービィー・ドック(4団体)                                                           |                                                                                           | 立会人：ヒルベルト・メンドーサ・ジュニア(WBA:パナマ,WBA会長) マウリシオ・スレイマン(WBC:メキシコ,WBC会長) ダーリル・ピープルズ(IBF:アメリカ合衆国,IBF会長) フランシスコ・バルカルセル(WBO:プエルトリコ,WBO会長) | 立会人：ヒルベルト・メンドーサ・ジュニア(WBA:パナマ,WBA会長) マウリシオ・スレイマン(WBC:メキシコ,WBC会長) ダーリル・ピープルズ(IBF:アメリカ合衆国,IBF会長) フランシスコ・バルカルセル(WBO:プエルトリコ,WBO会長) | 立会人：ヒルベルト・メンドーサ・ジュニア(WBA:パナマ,WBA会長) マウリシオ・スレイマン(WBC:メキシコ,WBC会長) ダーリル・ピープルズ(IBF:アメリカ合衆国,IBF会長) フランシスコ・バルカルセル(WBO:プエルトリコ,WBO会長) | 立会人：ヒルベルト・メンドーサ・ジュニア(WBA:パナマ,WBA会長) マウリシオ・スレイマン(WBC:メキシコ,WBC会長) ダーリル・ピープルズ(IBF:アメリカ合衆国,IBF会長) フランシスコ・バルカルセル(WBO:プエルトリコ,WBO会長) | 立会人：ヒルベルト・メンドーサ・ジュニア(WBA:パナマ,WBA会長) マウリシオ・スレイマン(WBC:メキシコ,WBC会長) ダーリル・ピープルズ(IBF:アメリカ合衆国,IBF会長) フランシスコ・バルカルセル(WBO:プエルトリコ,WBO会長) |
| 開催日：2023年9月30日                                                              | 開催日：2023年9月30日                                                              | 開催日：2023年9月30日                                                              | 開催日：2023年9月30日                                                              | 開催日：2023年9月30日                                                              | 会場：ネバダ州ラスベガス・T-モバイル・アリーナ | 会場：ネバダ州ラスベガス・T-モバイル・アリーナ | 会場：ネバダ州ラスベガス・T-モバイル・アリーナ | 会場：ネバダ州ラスベガス・T-モバイル・アリーナ | 会場：ネバダ州ラスベガス・T-モバイル・アリーナ | 主催：TGBプロモーションズ カネロ・プロモーションズ ライオンズ・オンリー・プロモーションズ | 主催：TGBプロモーションズ カネロ・プロモーションズ ライオンズ・オンリー・プロモーションズ | 主催：TGBプロモーションズ カネロ・プロモーションズ ライオンズ・オンリー・プロモーションズ | 主催：TGBプロモーションズ カネロ・プロモーションズ ライオンズ・オンリー・プロモーションズ | 主催：TGBプロモーションズ カネロ・プロモーションズ ライオンズ・オンリー・プロモーションズ | | |
| サウル・アルバレス                                                                 | サウル・アルバレス                                                                 | 対                                                                                 | ジャーメル・チャーロ                                                               | ジャーメル・チャーロ                                                               | サウル・アルバレス                             | サウル・アルバレス                             | 対                                             | ジャーメル・チャーロ                           | ジャーメル・チャーロ                           | サウル・アルバレス                                                                        | サウル・アルバレス                                                                        | 対 | ジャーメル・チャーロ | ジャーメル・チャーロ | | |
| RS                                                                                 | TS                                                                                 | 回                                                                                 | TS                                                                                 | RS                                                                                 | RS                                             | TS                                             | 回                                             | TS                                             | RS                                             | RS                                                                                        | TS                                                                                        | 回 | TS | RS | | |
| 10                                                                                 |                                                                                    | 1                                                                                  |                                                                                    | 9                                                                                  |                                                | 10                                             |                                                | 1                                              |                                                | 9                                                                                         |                                                                                           | 10 | | 1 | | 9 |
| 10                                                                                 | 20                                                                                 | 2                                                                                  | 18                                                                                 | 9                                                                                  | 10                                             | 20                                             | 2                                              | 18                                             | 9                                              | 10                                                                                        | 20                                                                                        | 2 | 18 | 9 | | |
| 10                                                                                 | 30                                                                                 | 3                                                                                  | 27                                                                                 | 9                                                                                  | 10                                             | 30                                             | 3                                              | 27                                             | 9                                              | 10                                                                                        | 30                                                                                        | 3 | 27 | 9 | | |
| 10                                                                                 | 40                                                                                 | 4                                                                                  | 36                                                                                 | 9                                                                                  | 10                                             | 40                                             | 4                                              | 36                                             | 9                                              | 10                                                                                        | 40                                                                                        | 4 | 36 | 9 | | |
| 9                                                                                  | 49                                                                                 | 5                                                                                  | 46                                                                                 | 10                                                                                 | 9                                              | 49                                             | 5                                              | 46                                             | 10                                             | 10                                                                                        | 50                                                                                        | 5 | 45 | 9 | | |
| 10                                                                                 | 59                                                                                 | 6                                                                                  | 55                                                                                 | 9                                                                                  | 10                                             | 59                                             | 6                                              | 55                                             | 9                                              | 10                                                                                        | 60                                                                                        | 6 | 54 | 9 | | |
| 10                                                                                 | 69                                                                                 | 7                                                                                  | 63                                                                                 | 8                                                                                  | 10                                             | 69                                             | 7                                              | 63                                             | 8                                              | 10                                                                                        | 70                                                                                        | 7 | 62 | 8 | | |
| 10                                                                                 | 79                                                                                 | 8                                                                                  | 72                                                                                 | 9                                                                                  | 10                                             | 79                                             | 8                                              | 72                                             | 9                                              | 10                                                                                        | 80                                                                                        | 8 | 71 | 9 | | |
| 9                                                                                  | 88                                                                                 | 9                                                                                  | 82                                                                                 | 10                                                                                 | 9                                              | 88                                             | 9                                              | 82                                             | 10                                             | 9                                                                                         | 89                                                                                        | 9 | 81 | 10 | | |
| 10                                                                                 | 98                                                                                 | 10                                                                                 | 91                                                                                 | 9                                                                                  | 10                                             | 98                                             | 10                                             | 91                                             | 9                                              | 10                                                                                        | 99                                                                                        | 10 | 90 | 9 | | |
| 10                                                                                 | 108                                                                                | 11                                                                                 | 100                                                                                | 9                                                                                  | 10                                             | 108                                            | 11                                             | 100                                            | 9                                              | 10                                                                                        | 109                                                                                       | 11 | 99 | 9 | | |
| 10                                                                                 | 118                                                                                | 12                                                                                 | 109                                                                                | 9                                                                                  | 10                                             | 118                                            | 12                                             | 109                                            | 9                                              | 10                                                                                        | 119                                                                                       | 12 | 108 | 9 | | |
| 計                                                                                 | 118                                                                                | –                                                                                  | 109                                                                                | 計                                                                                 |                                                | 計                                             | 118                                            | –                                              | 109                                            | 計                                                                                        |                                                                                           | 計 | 119 | – | 108 | 計 |
| 副審：マックス・デルーカ(4団体)                                                    | 副審：マックス・デルーカ(4団体)                                                    | 副審：マックス・デルーカ(4団体)                                                    | 副審：マックス・デルーカ(4団体)                                                    | 副審：マックス・デルーカ(4団体)                                                    | 副審：デビット・サザーランド(4団体)            | 副審：デビット・サザーランド(4団体)            | 副審：デビット・サザーランド(4団体)            | 副審：デビット・サザーランド(4団体)            | 副審：デビット・サザーランド(4団体)            | 副審：スティーブ・ワイスフェルド(4団体)                                                   | 副審：スティーブ・ワイスフェルド(4団体)                                                   | 副審：スティーブ・ワイスフェルド(4団体) | 副審：スティーブ・ワイスフェルド(4団体) | 副審：スティーブ・ワイスフェルド(4団体) | | |
| 処分：無し                                                                         | 処分：無し                                                                         | 処分：無し                                                                         | 処分：無し                                                                         | 処分：無し                                                                         | 減点：無し                                     | 減点：無し                                     | 減点：無し                                     | 減点：無し                                     | 減点：無し                                     | 結果：アルバレス12回3-0の判定勝ち                                                         | 結果：アルバレス12回3-0の判定勝ち                                                         | 結果：アルバレス12回3-0の判定勝ち | 結果：アルバレス12回3-0の判定勝ち | 結果：アルバレス12回3-0の判定勝ち | | |